# Krzysztof Zawadzki
Krzysztof Zawadzki (1971) es un deportista polaco que compitió en halterofilia. Ganó una medalla de bronce en el Campeonato Europeo de Halterofilia de 1995, en la categoría de 99 kg.

## Palmarés internacional
| Campeonato Europeo | Campeonato Europeo | Campeonato Europeo | Campeonato Europeo |
| Año                | Lugar              | Medalla            | Categoría          |
| ------------------ | ------------------ | ------------------ | ------------------ |
| 1995               | Varsovia (Polonia) | Medalla de bronce  | 99 kg              |